# Miloslav Havlíček
Miloslav Havlíček (2. listopadu 1938 Praha – září 2024?) byl český matematik, fyzik a pedagog.

## Vzdělání
Po studiu studijního programu technická fyzika a oboru teoretická fyzika na Fakultě technické a jaderné fyziky ČVUT v Praze (1961), kde obdržel titul Ing., absolvoval postgraduální studium na Matematicko-fyzikální fakultě Univerzity Karlovy (1969), obor fyzika-matematika, za nějž získal titul CSc. O deset let později získal za výzkum v oboru fyzika a matematika v laboratoři teoretické fyziky SÚJV Dubna (1979) titul DrSc. V roce 1990 habilitoval a získal titul Doc. v oboru matematická fyzika, o tři roky později byl jmenován prezidentem ČR na profesora a obdržel titul Prof. (1993).

## Zaměstnání
| 1961 | Katedra matematiky, Fakulta jaderná a fyzikálně inženýrská ČVUT                    |
| 1970 | Katedra teoretické fyziky, Matematicko-fyzikální fakulta Univerzity Karlovy, Praha |
| 1973 | Laboratoř teoretické fyziky, SÚJV Dubna, USSR                                      |
| 1977 | Nukleární centrum, Matematicko-fyzikální fakulta Univerzity Karlovy, Praha         |
| 1988 | Katedra matematiky, Fakulta jaderná a fyzikálně inženýrská ČVUT                    |
| 1990 | Děkan, Fakulta jaderná a fyzikálně inženýrská ČVUT                                 |
| 1994 | Vedoucí katedry matematiky, Fakulta jaderná a fyzikálně inženýrská ČVUT            |
| 2000 | Děkan, Fakulta jaderná a fyzikálně inženýrská ČVUT                                 |

## Členství
|                       | Dopplerův institut FJFI                                 |
|                       | Mezinárodní asociace matematiků fyziků                  |
|                       | Jednota českých matematiků a fyziků                     |
| 1990–1994, 2000–dosud | Vědecká rada ČVUT                                       |
| 1992–dosud            | Vědecká rada Ústav informatiky AV ČR                    |
| 1993–1999             | Místopředseda akademického hodnotitelského grémia AV ČR |
| 1998–2024             | Vědecká rada MFF UK                                     |

## Pedagogika
- Funkcionální analýza
- Kvantová fyzika
- Vybrané partie z funkcionální analýzy
- Problémový seminář matematické fyziky

## Ocenění
- První cena za teoretickou fyziku (1985), SÚJV Dubna
- Cena rektora ČVUT 2. stupně za prestižní publikaci (spoluautorství) (1995)
- Cena ministra školství 1. stupně (1998)